# Vitsenap
Vitsenap (Sinapis alba) är en art i familjen korsblommiga växter och förekommer naturligt från östra Medelhavsområdet till sydvästra Asien och Indien. Arten odlas som krydd- och medicinalväxt, men kan också användas till att bekämpa nematoder i odlingar.
Det är en ettårig ört och har trots sitt namn gula blommor. 

## Underarter
I Sverige förekommer egentligen två olika underarter, nämligen vanlig vitsenap (subsp. alba) och linsenap (subsp. dissecta). De två underarterna skiljs genom att den vanliga vitsenapen har borsthårig fruktskida medan linsenapens fruktskida är helt kal.

## Användning
Ur vitsenapens frö utvinns olja som används för att göra senap, men på senare tid har vitsenapen också fått konkurrens från sareptasenapen (Brassica juncea), även kallad brun senap, eftersom denna är enklare att skörda med maskin. Starkare varianter av senap, till exempel skånsk senap, använder istället en viss mängd frö från svartsenap (S. nigra) för att få en starkare smak. Även franska senapssorter, i synnerhet dijonsenapen, använder sig istället av svartsenapsfrö. Dessa starkare senapsarter är vanligen också mindre söta än de vanliga sorterna som är gjorda på frö från vitsenap.